# Beerkanaal
Het Beerkanaal is een kanaal tussen de Europoort en de Maasvlakte in het havengebied van Rotterdam. Het kanaal is een zijtak van het Calandkanaal, in zuidelijke richting, en is geschikt voor zeeschepen tot 23 meter diep. Binnenvaartschepen tot CEMT-klasse VIc zijn toegelaten.
Het Beerkanaal is aangelegd in het begin van de jaren zestig. Hiervoor moest het vogelreservaat De Beer verdwijnen.
Insteekhavens en zijkanalen aan het Beerkanaal zijn:
- aan de westkant, in Maasvlakte, van noord naar zuid: de Nijlhaven, 8e Petroleumhaven, het Yangtzekanaal, de Europahaven, Amazonehaven, Mississippihaven (met Hartelhaven) en Hudsonhaven,
- aan de oostkant, in Europoort: de Tennesseehaven, Pistoolhaven, 6e Petroleumhaven en het Hartelkanaal